# 道灌山通駅
道灌山通駅（どうかんやまどおりえき）は、かつて東京都荒川区日暮里町（現・西日暮里）にあった京成電鉄本線の駅（廃駅）である。

## 歴史
- 1934年（昭和9年）4月18日 - 開業[3]。
- 1943年（昭和18年）10月1日 - 日暮里駅から徒歩圏内だったため、不要不急駅とされ休止になる。
- 1947年（昭和22年）2月28日 - 廃止[3]。

## 駅構造
対面式ホーム2面2線の高架駅。階段は成田方にあって現在の道灌山通りに面していた。

## 駅周辺
当駅は日暮里駅 - 新三河島駅間のカーブの途中、現・西日暮里駅前の道灌山通り西日暮里五丁目交差点の辺りにあった。当駅が存在していた時点では西日暮里駅と東京メトロ千代田線、日暮里・舎人ライナーは未開業。
- 東京都道457号駒込宮地線（道灌山通り）
- 東京都道・埼玉県道58号台東川口線
- 正覺寺
- 荒川区立第六日暮里小学校

## 隣の駅
京成電鉄
本線
日暮里駅 - 道灌山通駅 - 新三河島駅